# Episodi di El ministerio del tiempo (prima stagione)
La prima stagione della serie televisiva El ministerio del tiempo, composta da 8 episodi, è stata trasmessa in Spagna per la prima volta sul canale La 1 della Televisión Española (TVE) dal 24 febbraio 2015.
| nº | Titolo originale            | Titolo italiano | Prima TV Spagna  | Prima TV Italia |
| -- | --------------------------- | --------------- | ---------------- | --------------- |
| 1  | El Tiempo es el que es      |                 | 24 febbraio 2015 |                 |
| 2  | Tiempo de gloria            |                 | 2 marzo 2015     |                 |
| 3  | Cómo se reescribe el tiempo |                 | 9 marzo 2015     |                 |
| 4  | Una negociación a tiempo    |                 | 16 marzo 2015    |                 |
| 5  | Cualquier tiempo pasado     |                 | 23 marzo 2015    |                 |
| 6  | Tiempo de pícaros           |                 | 30 marzo 2015    |                 |
| 7  | Tiempo de venganza          |                 | 6 aprile 2015    |                 |
| 8  | La leyenda del tiempo       |                 | 13 aprile 2015   |                 |

## El tiempo es el que es
- Diretto da: Marc Vigil
- Scritto da: Javier Olivares e Pablo Olivares

### Trama
Julián Martínez è un infermiere della Protezione civile, in stato di depressione a causa della morte di sua moglie in un incidente. Durante le operazioni di soccorso in una casa incendiata, scopre per caso delle persone vestite con le uniformi dell'esercito napoleonico. Ritiratosi dal lavoro a causa della depressione, viene contattato da una misteriosa organizzazione che si definisce Ministero del Tempo, con l'incarico di viaggiare insieme ad Amelia Folch, una delle prime studentesse universitarie spagnole, del secolo XIX, e ad Alonso de Entrerríos, un soldato del secolo XVI, nell'anno 1808 per impedire che i francesi uccidano colui che diverrà il capo della rivolta contro l'occupazione napoleonica della Spagna: Juan Martín Díez, detto el Empecinado.
- Interpreti: Josep Linuesa (Thibaud); Iván Villanueva (Benito); Ismael Fritschi (Ramón); Luis Hostalot (capo di Julián); Patricia Delgado (cameriera della taverna La fonda del oso); Joan Llaneras (professore di Amelia); Paco Hidalgo (Carrasco); Sergio Torrico (capitano del Tercio delle Fiandre); José Ramón Iglesias (bidello); Ángel Jodrá (oste della Fonda del oso); Nacho San José (ufficiale francese); Nacho Marraco (Morales)
- Apparizioni speciali: Hovik Keuchkerian (Juan Martín Díez "el Empecinado")
- Ascolti Spagna: spettatori 2.981.000 (14,8%) [2]

## Tiempo de gloria
- Diretto da: Abigail Schaaff
- Scritto da: Javier Olivares e Pablo Olivares

### Trama
Gil Pérez, prestigioso agente del ministero durante il regno di Filippo II di Spagna, scopre che il famoso scrittore Lope de Vega, arruolato nell'Invincibile Armata, non è imbarcato, come sarebbe storicamente avvenuto, sul galeone San Juan, una delle poche navi che sopravviveranno alla distruzione dell'Armata, bensì sulla nave San Esteban, che farà invece naufragio. Julián, Amelia e Alonso dovranno viaggiare nella Lisbona del 1588 per ottenere che Lope si imbarchi ad ogni costo sul San Juan.
- Interpreti: Sonia Balacó (figlia del gallego); Bernabé Fernández (soldato del San Esteban); Miguel Ángel Somé (il figlio di Alonso de Entrerríos, col medesimo nome del padre - ragazzo); Jan Fresneda (il figlio di Alonso de Entrerríos - bambino); Manolo Cortés (il gallego); José Rodríguez Quintos (Rocamora)
- Apparizioni speciali: Víctor Clavijo (Lope de Vega); Miguel Rellán (Gil Pérez)

## Cómo se reescribe el tiempo
- Diretto da: Marc Vigil
- Scritto da: Anaïs Schaaff e Javier Olivares

### Trama
Un collaboratore di Lola Mendieta rivela ai nazisti il segreto delle porte del tempo. Il capo delle SS Heinrich Himmler scopre che esiste una porta del tempo nel Monastero di Montserrat e, approfittando dell'incontro di Francisco Franco con Adolf Hitler nel comune di Hendaye, che si trova sul lato francese dei Pirenei, viaggia fino al monastero per trovare la porta ed utilizzarla per riscrivere la storia. La missione di Julián, Alonso e Amelia è quella di impedire che ciò accada.
- Interpreti: David Luque (Heinrich Himmler); Frank Feys (Heinrich Müller); Miguel Oyarzun (Juan); Julio Arrojo (Ángel), Jorge Pobes (Luis Orcajo), Markus Laimbauer (capitano Schweinsteiger), Jordi Ballester (Mariano), Carlos Heredia (funzionario della Guardia Civil); Emilio Mencheta (ambasciatore); Pep Sais (Antoni Maria Marcet i Poal, abate del Monastero di Montserrat); Miko Jarry (Adolf Hitler); Pep Miràs (Francisco Franco); Chema del Barco (comandante di Ernesto); Markus Oberhauser; Aser García (Maquis); Antonio Duque (Iván); Borja Maestre (compagno di Ángel).
- Apparizione speciale: Ramón Langa (Ambrogio Spinola)

## Una negociación a tiempo
- Diretto da: Jorge Dorado
- Scritto da: José R. Fernández, Anaïs Schaaff, Javier Olivares e Pablo Olivares

### Trama
Il Ministero del Tempo venne istituito da Isabella di Castiglia nel 1491 grazie alla scoperta del Libro delle porte, un libro che la regina ricevette in dono dal rabbino Abraham Levi in cambio della protezione per lui e per la sua famiglia. La regina promise di proteggerlo, ma l'inquisitore Tomás de Torquemada lo mandó ugualmente al rogo, all'insaputa di Isabella. Il problema sorge quando l'avvocato dei discendenti del rabbino scopre dei documenti in cui si rivela che la regina non mosse un dito per salvare il rabbino, ed esige un indennizzo enorme dal ministero in cambio del suo silenzio. Per questo motivo, contravvenendo alle regole del ministero, Salvador manda Julián, Amelia e Alonso nel 1491 con il compito di salvare il rabbino dal rogo. Esiste tuttavia un problema: la porta per cui si accede a quell'anno si trova in un loop temporale che si ripete continuamente, similmente a quanto accade nel film Ricomincio da capo. Si ha a disposizione solamente un giorno per salvare il rabbino e, di conseguenza, il Ministero.
- Interpreti: Paco Obregón (Abraham Levi), Ben Temple (Aaron Stein), Xavier Boada (Enric Folch), Fanny Gautier (Carme Folch); Alfonso Vallejo (Beltrán de Montilla), Aitor Mazo (membro del Tribunale dell'Inquisizione), Isabel Ayúcar (moglie di Abraham), Carlos Álvarez-Nóvoa (Manuel López Castillejo), Alfonso Torregrosa, José Ramón Iglesias (bidello), Rikar Gil (emissario), Olga Navarro
- Apparizioni speciali: Eusebio Poncela (cardinale Francisco Jiménez de Cisneros), Michelle Jenner (Isabella di Castiglia)

## Cualquier tiempo pasado
- Diretto da: Abigail Schaaff
- Scritto da: Javier Olivares e Pablo Olivares

### Trama
Nel 1981, durante il governo di Leopoldo Calvo-Sotelo, il dipinto di Pablo Picasso intitolato Guernica fece ritorno in Spagna dopo essere stato ospitato dal Museum of Modern Art di New York. Però giungono al ministero delle informazioni da quell'anno che riferiscono che qualcuno sta cercando di impedire che il quadro giunga in Spagna. Dopo il fallimento di due missioni, Salvador manda Julián, Amelia e Alonso con tre incarichi: anzitutto devono viaggiare nel 1899 per ottenere la firma autografa dell'allora giovane Picasso, poi devono andare nel 1937, durante la Guerra civile spagnola, per falsificare la ricevuta del pagamento per la commissione del quadro da parte del governo repubblicano spagnolo, e infine devono viaggiare nel 1981 per fare in modo che il quadro sia effettivamente riportato in Spagna.
- Interpreti: Olalla Moreno (Raquel Olías Rodríguez), Raúl Pulido (Pablo Picasso), Vicente Gil (Fernando Jiménez del Oso), Iñaki Guevara, Rubén Tobías, Roger Álvarez, Julio Jordán, Natalia Bracelli (compagna di Irene), Guillermo Vallverdú (funzionario di El andalusí), Javier Laorden (funzionario del marchese di Cuba)
- Apparizioni speciali: Roberto Álvarez (Miguel Martínez), Cristina de Inza (Ángela)

## Tiempo de pícaros
- Diretto da: Marc Vigil
- Scritto da: Paco López Barrio, Anaïs Schaaff e Javier Olivares

### Trama
Durante degli scavi archeologici a Salamanca, dei funzionari del ministero scoprono una porta che conduce all'anno 1520, per mezzo della quale un imprenditore corrotto è riuscito a sfuggire alla giustizia. Salvador invia Alonso, Amelia e Julián nel 1520 per catturare il fuggiasco, ma lì essi fanno un incontro inaspettato: Lazarillo de Tormes. Tuttavia, durante la missione, Lazarillo viene catturato e condannato a morte, il che costringe il trio a escogitare un sistema per salvargli la vita. Nel frattempo, Irene interroga il misterioso viaggiatore del tempo Paul Walcott, catturato dal ministero e detenuto nella prigione temporale del ministero, che si trova nel castello di Huesca nell'anno 1053 (in realtà si tratta del castello di Loarre, situato a 30 km a nord-ovest di Huesca).
- Interpreti: Juan Blanco (Lázaro de Tormes), Alberto Amarilla (frate Juan), Juan Motilla (padrone di Lázaro), Pau Cólera (sbirro di Alberto), Pere Brasó (sbirro di Alberto), José Troncoso (ladro), Germán Torres (speleologo), Félix Granado (spia di Alberto), Alejandro Pau (ladro), Guillermo Vallverdú (funzionario), Javier Laorden (funzionario), Pepe Lorente, Víctor Benjumea (trasportatore dei prigionieri), Raúl Yuste (comunero), Zigor Bilbao, Pau Codina, Julio César Santos, Rafael Ventura, Inma Pérez Quintos, Antonio Esquinas (trasportatore dei prigionieri)
- Apparizioni speciali: Francesc Orella (Alberto Díaz Bueno), Mar Saura (Susana Torres)

## Tiempo de venganza
- Diretto da: Jorge Dorado
- Scritto da: Anaïs Schaaff e Javier Olivares

### Trama
Nel 1843, Isabella II viene proclamata a tredici anni regina di Spagna e, l'anno seguente, compie una visita ufficiale al Ministero del Tempo della sua epoca. Nel frattempo, l'ex agente del ministero Armando Leiva, profondamente risentito coi responsabili del ministero in quanto non gli hanno permesso di portare nel tempo presente il figlio di dieci anni, malato di leucemia, per farlo curare dai medici del XXI secolo, riesce a fuggire dalla prigione temporale del castello di Huesca nel 1053 e viaggia nell'anno 1844 per assassinare la regina. Il piano di Leiva presuppone il fatto che la madre di Isabella II, Maria Cristina di Borbone, incolpi il ministero dell'attentato e ne ordini la chiusura. Salvador decide di inviare Ernesto, Alonso e Amelia nel secolo XIX per catturare Leiva, ma i tre agenti e lo stesso Salvador sono imprigionati a loro volta. In conseguenza di ciò, la direzione del ministero resta in capo a Irene, che era stata sospesa per aver aiutato Leiva a fuggire, e a Julián, che ignaro di tutto ha raggiunto sua moglie indietro nel tempo, prima che muoia in un incidente, e sta passando il tempo in sua compagnia.
- Interpreti: Carmen Gutiérrez (Maria Cristina di Borbone-Due Sicilie), Carmen Sánchez (Isabella II), Javier Lago (capitano), Karlos Aurrekoetxea (seguace di Leiva), María Cotiello (Nuria Celaya), Celine Peña (Luisa Ferdinanda di Borbone), Jaro Onsurbe (generale), César Goldi (becchino), Antonio Sarrió (sacerdote), Sara Martín (amante occasionale di Julián), Jaime Moreno
- Apparizione speciale: Manolo Solo (Emilio Redón)

## La leyenda del tiempo
- Diretto da: Marc Vigil
- Scritto da: Anaïs Schaaff, Javier Olivares e Pablo Olivares

### Trama
L'immagine di un tablet appare su un manifesto di una rappresentazione del Don Giovanni Tenorio del 1924. Trattandosi certamente del segno di un'interferenza da parte di qualcuno che proviene dal futuro, Julián, Amelia e Alonso ricevono la missione di indagare, viaggiando alla Residencia de Estudiantes di Madrid, dove conosceranno il poeta Federico García Lorca, il pittore Salvador Dalí e il regista Luis Buñuel, all'epoca giovani studenti universitari. Tuttavia, i tre scopriranno presto che si tratta di una trappola organizzata da qualcuno che li conosce molto bene, come conosce il ministero. In seguito, essi cominciano a ricevere fotografie della loro vita nel passato e nel futuro. Allora i componenti della pattuglia iniziano a chiedersi per quale motivo dovrebbero salvare i protagonisti della storia di Spagna se non possono salvare le persone che amano. In conseguenza di ciò, Alonso viaggia nella sua epoca per cercare di salvare la sua sposa dai maltrattamenti del suo secondo marito, e Julián viaggia insieme ad Amelia (ossessionata a sua volta dall'aver visto la sua tomba che riporta la data della sua morte) al tempo della morte di sua moglie per cercare di impedirla.
- Interpreti: Ángel Ruiz (Federico García Lorca), Secun de la Rosa (Antonio Lancha), Jordi Coll (Luis Buñuel), Mar del Hoyo (Rosita Díaz Gimeno), Iria del Río (Silvia), Enrique Alcides (Salvador Dalí), Antonio Alcalde (Pepín Bello), Richard Sahagún (Ortigosa), Javier Manzanera (secondo marito di Blanca, la sposa di Alonso che si crede vedova)
- Apparizione speciale: Jordi Hurtado